# Караул (Кумёнский район)
 Караул  — деревня в Кумёнском районе Кировской области в составе Березниковского сельского поселения.

## География
Расположена на расстоянии примерно 42 км на восток от районного центра поселка Кумёны.

## История
Известна с 1710 года как деревня Старой Караул с 1 двором, в 1764 91 житель, в 1802 отмечено 24 двора. В 1873 году здесь (деревня Карауловская или Караул) дворов 41 и жителей 292, в 1905 (Караульская или Караул) 39 и 262, в 1926 (Большой Караул) 55 и 287, в 1950 40 и 133, в 1989 оставалось 4 постоянных жителя. Настоящее название утвердилось с 1939 года.

## Население
Постоянное население составляло 2 человека (русские 100%) в 2002 году, 1 в 2010.